# O Ano em que Meus Pais Saíram de Férias
O Ano em que Meus Pais Saíram de Férias é um filme de drama brasileiro de 2006, concebido e dirigido por Cao Hamburger, que também escreveu seu roteiro, com Adriana Falcão, Claudio Galperin, Bráulio Mantovani e Anna Muylaert. É estrelado por Michel Joelsas, Germano Haiut, Daniela Piepszyk, Caio Blat e Paulo Autran. Foi distribuído no Brasil por Buena Vista International. Foi escolhido pelo Ministério da Cultura para representar o Brasil no Óscar de 2008 de Melhor Filme Internacional. Esta escolha foi inesperada, pois acreditava-se que Tropa de Elite, de José Padilha, fosse escolhido. O Ano em que Meus Pais Saíram de Férias foi um dos 9 filmes mais votados pelos membros do Oscar, porém não conseguiu ficar entre os 5 finalistas da categoria. Em novembro de 2015 o filme entrou na lista dos 100 melhores filmes brasileiros da Associação Brasileira de Críticos de Cinema (Abraccine).

## Sinopse
Em 1970 (6 anos após o golpe de estado e a instalação da ditadura), Mauro é um garoto de doze anos, que adora futebol e jogo de botão. Um dia, sua vida muda completamente, já que seus pais saem de férias de forma inesperada e sem motivo aparente para ele.

## Elenco
- Michel Joelsas como Mauro Gadelha[10][11]
- Germano Haiut como Shlomo
- Daniela Piepszyk como Hanna
- Caio Blat como Ítalo
- Liliana Castro como Irene
- Paulo Autran como Mótel Gadelha
- Simone Spoladore como Beatriz Gadelha (Bia)
- Eduardo Moreira como Daniel Gadelha
- Felipe Braun como Caco
- Haim Fridman como Duda

## Produção
O roteiro de O Ano em que Meus Pais Saíram de Férias levou 4 anos até ser concluído. Foi realizada uma pesquisa com mais de mil crianças, para a seleção dos intérpretes dos personagens pré-adolescentes do longa-metragem. No início da produção o filme se chamava "Minha Vida de Goleiro". O filme é semi-autobiográfico: os pais do diretor, físicos e professores da Universidade de São Paulo, foram brevemente detidos pelos militares no mesmo ano de 1970, acusado de dar apoio a "subversivos".[carece de fontes?] O casal de cinco crianças --- incluindo Cao Hamburger, o diretor, que tinha 8 anos - ficaram sob os cuidados de seus avós, um judeu e um católico italiano.[carece de fontes?]

## Recepções

### Critica
O Ano em que Meus Pais Saíram de Férias recebeu críticas em sua maioria positivas. Baseado em 52 comentários recolhidos do website Rotten Tomatoes, 83% dos críticos deram ao filme uma avaliação positiva, com uma classificação média de 7.1 de 10.
Deborah Young da Variety elogiou o filme como "sensível, delicada e envolvente", passando a dizer que "Cao Hamburger não sente necessidade (nem há) para sublinhar o óbvio. Ele tem a habilidade de um mágico para manter a luz história e crível". Ela também observa que "a parte humorística central do roteiro é desprovido de surpresas".

### Bilheteria
O Ano em que Meus Pais Saíram de Férias atraiu mais de 70 mil espectadores aos cinemas em sua semana de estreia, no total de 188 mil – onde desembarcou com 68 cópias. O filme foi relatado em alguns site como uma bilheteria modesta.

### Prêmios e Indicações
O Ano em que Meus Pais Saíram de Férias recebeu uma menção honrosa do júri da 30ª Mostra Internacional de Cinema de São Paulo. O longa foi destacado por “sua realização visual e pela capacidade não apenas de criar uma atmosfera de época, mas também de traduzir o sentimento coletivo daquele período”. O filme ainda dividiu com “Antonia’’ o prêmio Petrobrás Cultural de Difusão de melhor longa brasileiro de ficção.
Veja as premiações e indicações abaixo.
- Prêmio do Público - 2006 Rio de Janeiro International Film Festival
- Melhor Filme - 2006 São Paulo International Film Festival
- Prêmio do Público - 2007 Festival Internacional de Cinema de Lima, Peru
- Prêmio Especial do Júri - 2006 São Paulo International Film Festival
- Melhor Fotografia - 2007 Prêmio Cinematografia ABC
- Melhor Direção de Arte - 2007 Prêmio ABC de Cinematografia[20]
- Melhor Intérprete Young - 2007 Young Artist Awards[20]
- Melhor Edição - 2007 Prêmio ABC de Cinematografia[20]
- Melhor Som - 2007 Prêmio ABC de Cinematografia[20]
- Melhor Roteiro - 2007 da Associação Paulista de Críticos de Arte Prêmios
- Golden Bear (nomeado) - 2007 Festival Internacional de Berlim